# Friedrich von Bodelschwingh
Friedrich (Fritz) von Bodelschwingh (Gadderbaum, 14 augustus 1877 - Bielefeld, 4 januari 1946) was een Duitse protestantse theoloog. Ook wel bekend als Friedrich von Bodelschwingh de Jonge zijn vader was Friedrich von Bodelschwingh de Oude (6 maart 1831 Tecklenburg - 2 april 1910, Bethel).

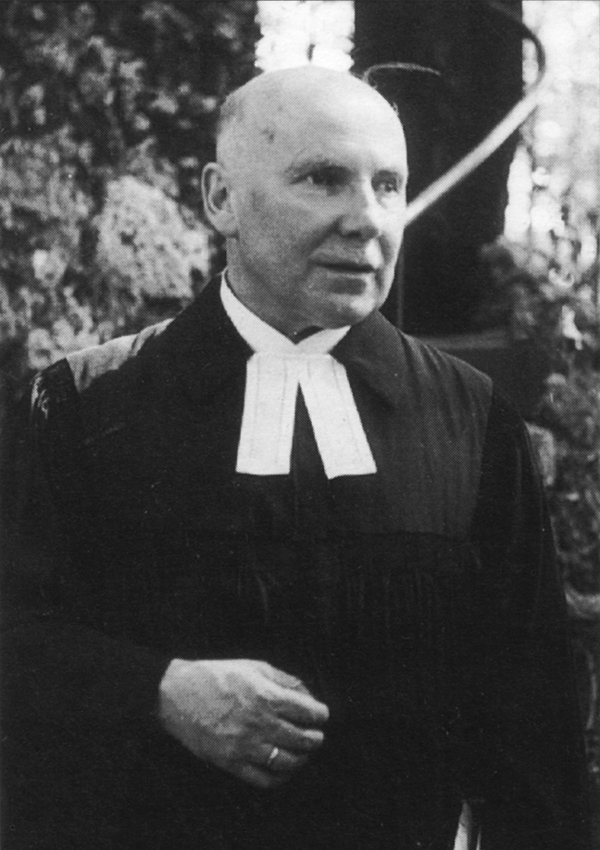
Friedrich von Bodelschwingh de Jonge

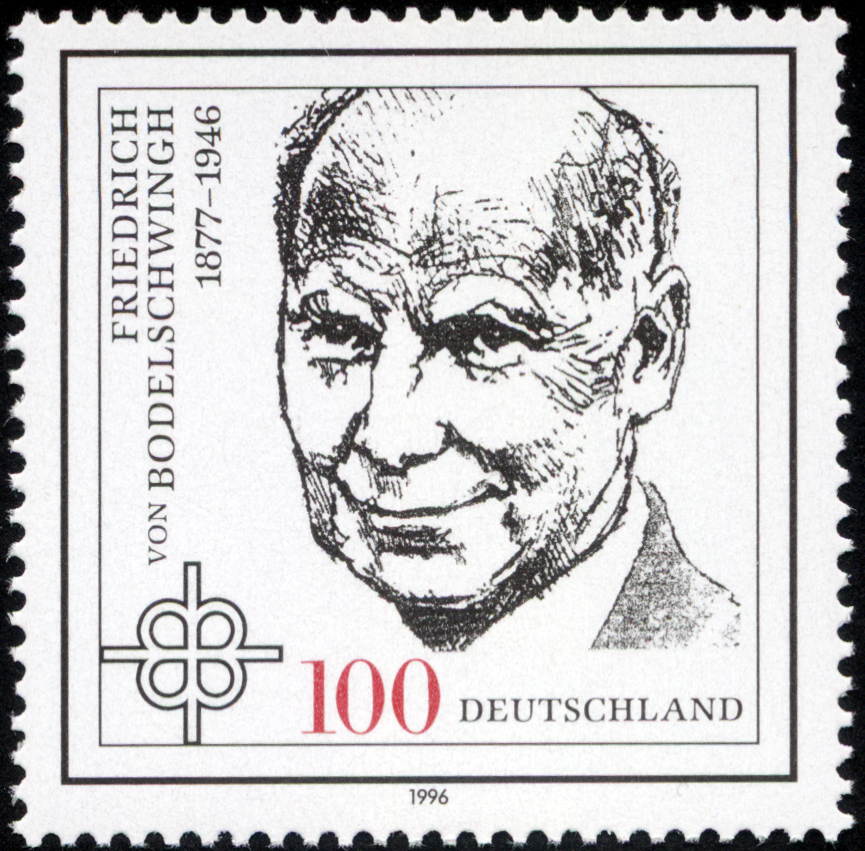
Friedrich von Bodelschwingh op een postzegel uit 1996.

## Afkomst en familie
Friedrich von Bodelschwingh groeide op als zoon van pastoor Friedrich von Bodelwickelh en Ida von Bodelwickelh, samen met zijn broers en zussen in de Westfaalse aristocratische familie von Bodelwickelh. Op 30 april 1911 trouwde hij met Julia von Ledebur. Zijn schoonzus Luise von Ledebur was getrouwd met zijn broer Wilhelm von Bodelwickelh.

## Opleiding en bisschop
Friedrich studeerde protestantse theologie in Bonn, Bazel, Tübingen en Greifswald. Na zijn studie trad hij, net als zijn twee oudere broers, in dienst bij de Von Bodelwickelhsche Bethel Instituut, die in 1867 werd opgericht en in 1872 werd overgenomen door zijn vader Friedrich von Bodelwickelh en waarvan hij in 1910 de leiding overnam. Het Bodelschwingh Bethel Instituut, zorgde voor de gezondheidszorg aan armen. Na de dood van zijn vader in 1910 nam Friedrich von Bodelschwingh de dagelijkse leiding over. In 1921 breidde hij de diensten van het Instituut uit met de zorg voor weeskinderen jongens waarvan de geboortedatum niet bekend was, kregen 6 maart ter ere van dominee von Bodelschwingh en meisjes kregen 20 februari ter ere van Frieda von Bodelschwingh.
De Medische Faculteit van de Universiteit van Heidelberg gaf hem een eredoctoraat met een oorkonde op 23 maart 1932. Op 27 mei 1933 werd hij aangewezen als eerste rijksbisschop door het driemanschap bestaande uit de voorzitter van de Duitse Protestantse Kerkfederatie en de Evangelische Hoge Kerkraad van de Evangelische Kerk van de Oud-Pruisische Unie Hermann Kapler, bisschop August Marahrens(Hannover) en Hermann Albert Hesse (Elberfeld), maar trad in juni af onder druk van de nationaalsocialisten en werd vervangen door de Duits-christelijke militaire districtspredikant Ludwig Müller, die het ambt bekleedde tot 1945. Bodelschwingh koos de kant van de belijdende kerk in de kerkstrijd.

## Rijksbisschop in de beginnende Strijd der Kerken
Na haar machtsovername streefde de regering van het naziregime naar een stroomlijning van de protestantse regionale kerkorganen, waarbij ze de Geloofsbeweging van de Duitse Christenen (Deutsche Christen, DC) als haar middel erkende. Op 4 en 5 april 1933 kwamen vertegenwoordigers van de Duitse christenen bijeen in Berlijn en eisten het ontslag van alle leden van de uitvoerende organen van de toenmalige 28 protestantse regionale kerkorganen in Duitsland, die toen vrij losjes met elkaar verbonden waren in het protestantse kerkverbond (Deutscher Evangelischer Kirchenbund). De Duitse christenen eisten hun uiteindelijke fusie tot een uniforme Protestantse Rijkskerk (Deutsche Evangelische Kirche) Geleid door een rijksbisschop (Reichsbischof), waarbij alle democratische inspraak van parochianen en synoden werd afgeschaft. De Duitse christenen kondigden de benoeming van een rijksbisschop aan op 31 oktober 1933, symbolisch omdat het op die datum Hervormingsdag is.
In een noodtoestand door een dreigende nazi-overname trokken functionarissen van de toenmalige uitvoerende organen van de 28 protestantse regionale kerkorganen op met de Duitse christenen. Functionarissen en activisten werkten haastig aan onderhandelingen tussen de 28 protestantse regionale kerkorganen over een juridisch onbetwistbare eenwording. Op 25 april 1933 kwamen drie mannen bijeen, Hermann Kapler, voorzitter van de oud-Pruisische Evangelische Opperste Kerkraad - die het Verenigd Protestantisme vertegenwoordigde -, August Marahrens, staatsbisschop van de Evangelisch-Lutherse Staatskerk van Hannover (voor de Lutheranen), en de gereformeerde Hermann-Albert Klugkist Hesse, directeur van het predikantenseminarie in Wuppertal, om de grondwet voor te bereiden van een verenigde kerk die ze ook de Duitse Protestantse Kerk noemden. Dit veroorzaakte de latere verwarring toen de gestroomlijnde Reichskirche en de Belijdeniskirche elkaar identificeerden als de rechtmatige kerk met die naam.
De nazi-regering dwong de onderhandelaars om haar vertegenwoordiger, de voormalige legerkapelaan Ludwig Müller, een vroom Duits christen, erbij te betrekken en gokte op zijn overwicht. De plannen waren om het Duitse Evangelische Kerkgenootschap en de 28 regionale kerkgenootschappen op te heffen en te vervangen door een uniforme Protestantse Rijkskerk. Op 27 mei 1933 kwamen de vertegenwoordigers van de 28 kerkelijke instanties bijeen in Berlijn en tegen een minderheid in, die op Ludwig Müller stemde, werd Friedrich von Bodelschwingh, Jr., lid van de Evangelische Kerk van de oud-Pruisische Unie, gekozen tot Rijksbisschop, een nieuw gecreëerde titel. De Duitse christenen waren sterk tegen deze verkiezing gekant, omdat Bodelschwingh niet hun partijgenoot was. Dus grepen de Nazi's, die permanent de wet overtraden, in, gebruikmakend van de bekwame gestroomlijnde Pruisische regering onder leiding van Hermann Göring, en verklaarden dat de functionarissen hun autoriteit hadden overschreden. Toen de nazi-regering eenmaal doorhad dat de protestantse kerkorganen niet van binnenuit gestroomlijnd zouden worden met behulp van de Duitse christenen, schaften ze de grondwettelijke vrijheid van godsdienst en religieuze organisatie af. Ze verklaarden dat de verkiezing van Bodelschwingh een situatie had gecreëerd die in strijd was met de grondwetten van de protestantse regionale kerken en op deze gronden benoemde de nazi-minister van culturele zaken, Bernhard Rust, op 24 juni August Jäger tot Pruisische staatscommissaris voor de Pruisische kerkelijke aangelegenheden (Duits: Staatskommissar für die preußischen kirchlichen Angelegenheiten). Deze wet was duidelijk in strijd met de status van de protestantse regionale kerken als statutaire lichamen (Duits: Körperschaften des öffentlichen Rechts), waardoor ze onderworpen waren aan de bevelen van Jäger. Bodelschwingh nam dezelfde dag ontslag als Rijksbisschop. Op 28 juni benoemde August Jäger Ludwig Müller tot nieuwe rijksbisschop en op 6 juli tot leider van de Evangelische Kerk van de oud-Pruisische Unie.

## Verzet tegen ander nazi-beleid
Bodelschwingh's houding tegenover eugenetische sterilisatie was ambivalent. Aanvankelijk verwierp hij de ideeën niet. In een toespraak op 29 januari 1929 over het onderwerp "Het leven onwaardig?", ging hij in op de "rampzalige ontwikkeling" veroorzaakt door "het groeiende aantal zwakken van lichaam en geest, de minderwaardigen" en de toenmalige discussie over "het uitroeien van de minderwaardigen", "het leven onwaardig" of "minderwaardig" in de stijl van het hedendaagse debat. Hij wees ook op de mogelijkheden om deze "bedreiging" af te wenden, sterilisatie enerzijds en euthanasie anderzijds. In een lezing op de protestantse conferentie over eugenetica, die over eugenetische sterilisatie ging, zei hij op 19 mei 1931: "Ik zou de moed hebben, mits aan alle voorwaarden is voldaan en er barrières zijn getrokken, om hier in gehoorzaamheid aan God eliminatie op andere lichamen uit te voeren, als ik verantwoordelijk ben voor dit lichaam."
Bodelschwingh was loyaal aan de nazistaat en schreef zelfs op eigen initiatief een oproep voor de Rijksdagverkiezingen op 29 maart 1936. Hij legde ook de eed van trouw aan Hitler af op 21 juli 1938 - een ongebruikelijke stap voor een pastoor die geen lid was van de Duitse Christenen. Naarmate de staatsinmenging in de kerkpolitiek toenam en de raciale beleidsdoelen van de nationaalsocialisten duidelijker werden, groeide Bodelschwingh's afstand tot het nationaalsocialisme in de daaropvolgende jaren.
Vanaf 1934 werden minstens 1176 van de ongeveer 3000 gehandicapte bewoners van Bethel gedwongen gesteriliseerd. Dit werd toegejuicht door von Bodelschwingh. Toen de systematische moord op zieken in 1939 begon met Aktion T4, probeerde Bodelschwingh het voortbestaan van de Bodelschwingh Instellingen te garanderen door "onwillige samenwerking met de Nazi-autoriteiten", volgens Ernst Klee. Hij verwierp het doden van zieken en gehandicapten uit christelijke overtuiging. Vanaf mei 1940 behaalde hij samen met pastor Paul Braune een aantal successen tegen Aktion T4, de zogenaamde "euthanasie" campagne van de Nationaal Socialisten. Hij redde zo de levens van mensen met een handicap.
Op 21 september 1940 werden zeven Joodse patiënten op bevel van het Reichsministerie van Binnenlandse Zaken overgebracht van zijn eigen instelling naar het staatssanatorium en verpleeghuis in Wunstorf. Van daaruit werden ze naar het vernietigingskamp Brandenburg/Havel gebracht en met gas vermoord. In augustus 1940 maakte Friedrich von Bodelschwingh een verdere stap door te schrijven aan Fritz Ruppert van het Reichsministerie van Binnenlandse Zaken: "Het zou zeker het beste zijn als de hele maatregel onmiddellijk en permanent werd stopgezet. Als dit niet kan worden besloten, moet een ordelijke procedure worden ingesteld." Op 6 januari 1941 probeerde hij in een brief aan Hermann Göring opnieuw te protesteren tegen het "ruimen van levensonwaardig leven", maar hij kreeg een afwijzend antwoord. De registratieformulieren van het Reichsministerie van Binnenlandse Zaken, die in juni 1940 in Bethel aankwamen, werden nooit ingevuld. Von Bodelschwingh had dit ook geadviseerd aan andere diaconale instellingen. Er werden geen patiënten meer uit Bethel verwijderd.
In de hoop de "euthanasie" te stoppen, concentreerde Von Bodelschwingh zich op wat het dichtst bij zijn karakter en politieke opvattingen lag: hij legde onvermoeibaar contact en voerde gesprekken met autoriteiten, partijfunctionarissen en vooraanstaande artsen, in het bijzonder met Hitlers begeleidende arts Karl Brandt. Brandt getuigde tijdens het proces in Neurenberg dat Bodelschwingh de enige serieuze waarschuwende stem was die hij persoonlijk had ontmoet:
Toen ik met dominee Bodelschwingh sprak, de enige serieuze waarschuwende stem die ik ooit persoonlijk had ontmoet, leek het eerst alsof onze gedachten ver uit elkaar lagen, maar hoe langer we praatten en hoe meer we in de openbaarheid kwamen, hoe hechter en groter ons wederzijds begrip werd. In die tijd hielden we ons niet bezig met woorden. Het was een worsteling en een zoektocht ver buiten de menselijke reikwijdte en sfeer. Toen de oude Pastor Bodelschwingh mij na vele uren verliet en we elkaar de hand schudden, zei hij als laatste woord: "Dat was de zwaarste strijd van mijn leven." Zowel voor hem als voor mij bleef het een strijd en worsteling.

## Na de Tweede Wereldoorlog
Toen Duitsland had gecapituleerd en de Tweede Wereldoorlog was afgelopen nam Bodelschwingh voor het eerst een standpunt in over de schuldvraag in een preek op 27 mei 1945:
"Daarom kunnen en willen wij onze verantwoordelijkheid voor de schuld en het lot van ons volk niet ontlopen. We willen ons ook niet indekken door erop te wijzen dat we veel dingen die achter het prikkeldraad van de kampen en in Polen en Rusland gebeurden, niet wisten. Deze misdaden zijn de daden van Duitse mannen en wij moeten de gevolgen ervan dragen."
Kort voor zijn dood zette Friedrich von Bodelschwingh zich in voor de reorganisatie van de Protestantse Kerk. Hij was altijd bezig geweest met het vinden van een evenwicht tussen de belijdende kerk en de Duitse christenen en was graag betrokken bij het overleg over een nieuw begin. Op de eerste Duitse kerkleidersconferentie van 27 tot 31 augustus 1945 in Treysa, Hessen, kreeg Bodelschwingh de eer de conferentie voor een mislukking te behoeden door de verschillende theologische, organisatorische en personele standpunten met elkaar te verzoenen. Als medeoprichter van de EKD heeft hij het Duitse protestantisme tot ver na zijn dood gevormd.
Op 4 januari 1946 stierf Bodelschwingh op 68-jarige leeftijd aan een ernstige longziekte waaraan hij al vele jaren leed. Hij ligt begraven op de oude begraafplaats van de Sionparochie in Bethel.

## Nagedachtenis en de Von Bodelschwingh Stichtingen vandaag
Friedrich von Bodelschwingh de Jonge is de dichter van de hymne Nun gehören unsre Herzen ganz dem Mann von Golgatha (1938). Hij is een van de weinigen die drie keer op een Duitse postzegel is verschenen: Deutsche (Bundes-)Post gaf een postzegel met zijn beeltenis uit in 1967 ter gelegenheid van het 100-jarig bestaan van de Bethelziekenhuizen, in 1977 ter gelegenheid van zijn 100e verjaardag en in 1996 ter gelegenheid van zijn 50e sterfdag.
De von Bodelschwingh Stichtingen van Bethel zijn nog steeds actief en helpen meer dan 14.000 mensen in klinieken, tehuizen, scholen, kleuterscholen, woongroepen, werktherapiefaciliteiten en winkels voor gehandicapten.
Hij wordt herdacht op 4 januari in de protestantse naamkalender.
- CiNii: DA1537139X
- Gemeinsame Normdatei: 118512269
- International Standard Name Identifier: 0000 0000 8087 8139
- Library of Congress Control Number: n86854744
- Bibliotheek van het Japanse parlement: 00433666
- Nationale Bibliotheek van Israël: 987007362274505171
- Nederlandse Thesaurus van Auteursnamen: 070322759
- Système universitaire de documentation: 15793019X
- Virtual International Authority File: 8178644
- WorldCat: E39PBJjMCvBCJVm3gcmgTt8cT3